# Kighoste
Kighoste er en meget smitsom sygdom, der forårsages af bakterien Bordetella pertussis. Sygdommen rammer primært børn.
Sygdommen er særligt alvorlig, hvis den rammer børn før de er fyldt 2 år og særligt før de er fyldt 6 måneder. Det skyldes, at spædbørnenes luftveje er meget snævre, og at det seje slim, som kighosten forårsager derfor let hober sig op med vejrtrækningsproblemer til følge. For spædbørn kan sygdommen være livstruende.
Bakterien smitter ved dråbeinfektion, typisk ved hoste. Inkubationstiden er en til to uger. Typisk begynder sygdommen som en almindelig forkølelse med hoste og eventuelt med svag feber. Hosten tager efterhånden til, særligt om natten. Det kulminerer i nogle dybe, krampagtige hosteanfald, hvor lungerne tømmes for luft. De efterfølgende indåndinger er anstrengte og hvæsende.
Når man har haft sygdommen, er man immun i et stykke tid – men ikke for evigt.
I Danmark og andre vestlige lande er sygdommen i dag ret sjælden grundet flere års effektiv vaccinationsindsats. Danske børn vaccineres fire gange – når de er 3 måneder, 5 måneder, 12 måneder og 5 år – mod difteri, stivkrampe, polio, hæmophilus influenzae type b, kighoste og pneumokokker. Tidligere fik 75% af alle danske børn svære anfald af kighoste, og omkring 10 børn døde af sygdommen årligt. I dag rammes kun få procent. Men da vaccinationens virkning ikke er livsvarig, kan man også få anfald af kighoste som større barn eller voksen.

## Epidemi
Kighoste optræder typisk med egentlige epidemier med 3-5 års mellemrum, også i velvaccinerede befolkninger.
I Danmark diagnosticeres der årligt omkring 800-1.000 tilfælde af kighoste i år, hvor der ikke er epidemi.